# Давид Ойстрах
Давид Фьодорович Ойстрах  на руски: Дави́д Фёдорович (Фи́шелевич) О́йстрах e съветски цигулар, диригент и педагог, професор от Московската държавна консерватория „П. И. Чайковски“, народен артист на СССР.

## Биография
Роден е в Одеса в семейството на търговеца от втора гилдия Фишел Давидович Ойстрах и съпругата му Бейли на 30 септември (нов стил) 1908 г.
От 5-годишна възраст учи да свири на цигулка при Пьотр Столярски, отначало като частен ученик, а от 1923 г. – в Одеския музикално-драматичен институт, който завършва през 1926 г. Още като студент Ойстрах излиза на сцената с Одеския симфоничен оркестър като солист и като диригент. През 1927 г. в Киев изпълнява „Концерт за цигулка с оркестър“ на Александър Глазунов под диригентството на автора.
През 1928 г. е дебютът на Ойстрах в Ленинград, а година по-късно дебютира в Москва и скоро след това става московски жител. От 1934 г. преподава в Московската консерватория „П. И. Чайковски“, където става професор (1939) и ръководител на катедра „Цигулка“ (1950).
През 1935 г. цигуларят печели първия Всесъюзен конкурс на музикантите-изпълнители. През същата година получава втора награда на Международния конкурс „Венявски“ (победителка на конкурса става Жинет Невьо). Печели 2 години по-късно конкурса „Йожен Изаи“ в Брюксел и става световноизвестен.
По време на Втората световна война музикантът участва активно във военно-пропагандните дейности.
След войната Ойстрах започва активна концертна дейност. През 1945 г. голям интерес предизвиква изпълнението му в Москва на двойния концерт на Йохан Себастиан Бах, заедно с Йехуди Менухин (първия чуждестранен изпълнител, пристигнал в СССР след войната). В периода 1946 – 1947 г. Ойстрах организира цикъла „Развитие на концерта за цигулка“, в който изпълнява концертите на Ян Сибелиус, Едуард Елгар, Уилям Уолтън и написания специално за него концерт на Арам Хачатурян. На Ойстрах е посветен Първият концерт за цигулка и оркестър на Дмитрий Шостакович, изпълнен на първия му гастрол в Ню Йорк през 1955 г.
Умира няколко часа след поредния концерт в Амстердам на 24 октомври 1974 г.